# Vojna ophodnja
Vojna ophodnja  je skupni (momčadski i djevojčadski) zimski šport u kojem se natjecatelji natječu u skijaškom trčanju, skijaškom planinarenju i streljaštvu. Obično se natječu države ili vojne postrojbe. Šport biatlon se je razvio iz ovog športa.
Športska vojna ophodnja je dijelom skijaških prvenstava Međunarodnog vijeća vojnih športova (Conseil International du Sport Militaire,  CISM) od 1929. godine.

## Vanjske poveznice
- CISM: Službena pravila  Arhivirana inačica izvorne stranice od 11. ožujka 2021. (Wayback Machine)